# Artur Stojko
Artur Stojko (ur. 1936 w Łańcucie) – polski lekarz weterynarii, profesor nauk farmaceutycznych. Specjalizuje się w zagadnieniach z zakresu technologii postaci leku. Kierownik Katedry i Zakładu Higieny, Bioanalizy i Badania Środowiska Śląskiej Akademii Medycznej, prodziekan Wydziału Farmaceutycznego i Oddziału Medycyny Laboratoryjnej ŚAM oraz przewodniczący Polskiej Fundacji Apiterapii.

## Życiorys
Uzyskał dyplom lekarza weterynarii w Akademii Rolniczej we Wrocławiu. Po ukończeniu rocznego stażu, przeprowadził się do Katowic, gdzie został ordynatorem, a następnie kierownikiem Kliniki Małych Zwierząt. Doktoryzował się w 1964 roku. Objął stanowisko kierownika Zakładu Bioanalizy i Badania Środowiska Śląskiej Akademii Medycznej w 1983. Tytuł profesora nauk farmaceutycznych uzyskał w 2002 roku.

## Dorobek naukowy
Zajmował się badaniami z zakresu:
- analizy własności fizyko-chemicznych miodu, propolisu, pyłku, mleczka pszczelego, izolowania substancji biotycznie czynnych oraz poznanie farmakokinetyki i farmakodynamiki tych związków,
- opracowania technologii otrzymywania i standaryzacji aktywnych frakcji uzyskanych z propolisu, miodu, pyłku i mleczka pszczelego i na ich bazie odpowiednich postaci leków mających zastosowanie w profilaktyce i lecznictwie,
- obserwacji doświadczalnych i klinicznych nad mechanizmami wpływu apiterapeutyków na procesy fizjologiczne i patologiczne na modelu zwierzęcym i ludzkim, ze szczególnym uwzględnieniem aktywnych procesów detoksykacyjnych i osłonowych[4].

### Publikacje
Jest autorem lub współautorem 286 publikacji w tym: 4 monografii, 101 prac oryginalnych, 23 poglądowych, 158 doniesień i komunikatów ze zjazdów i konferencji krajowych i międzynarodowych, książki Medycyna Naturalna rozdz. IV APITERAPIA. PZWL Warszawa 1991; 1996; 2002. Autor procesów technologicznych i standaryzacji 7 apiterapeutyków dopuszczonych do stosowania przez Instytut Żywności i Żywienia, Państwowy Zakład Higieny i Instytut Leków i Ministerstwo Zdrowia.

## Członkostwo w towarzystwach
- International Federation of Beekeepers Assiciations Apimondia (1987–1993)
- International Federation of Beekeepers Associations Apimondia (od 1984)
- Federacja Słowiańskich i Naddunajskich Organizacji Pszczelarzy Apislavia (1994–2004)
- The American Apitherapy Society North Hartland (od 1990)
- Deutscher Apitherapiebund Niemcy (od 1990)
- Naukowe Towarzystwo Medycyny Naturalnej (od 1993)
- Polskie Towarzystwo Nauk Weterynaryjnych (1978-1982)
- Polskie Towarzystwo Toksykologiczne (od 1985)
- Polskie Towarzystwo Endokrynologiczne (1984-1995)
- Polskie Towarzystwo Farmaceutyczne (od 1983)
- Polskie Towarzystwo Pszczelnicze (od 1989)[6]

## Nagrody i wyróżnienia
Uhonorowany m.in.:
- Nagrodą Ministra Rolnictwa Maroka
- Nagrodą Ministra Rolnictwa i Gospodarki Żywnościowej
- Nagrodą Ministra Zdrowia
- Nagrodami dydaktycznymi i naukowe Rektora Śl. A. M. I i II stopnia
- Krzyżem Kawalerskim Orderu Odrodzenia Polski
- Krzyżem Oficerskim Orderu Odrodzenia Polski (2001)[7]
- Złotą Odznaką Światowej Organizacji Apimondia
- Medalem Komisji Edukacji Narodowej
- Laurem 50-lecia Śląskiej Akademii Medycznej[6]